# 2014年中国大陆网络异常事件
2014年1月21日下午，中国大陆发生了大范围网络故障。全国的域名解析服务将多达三分之二的网站解析到了完全没有反应的IP位址65.49.2.178，导致百度、新浪等服务无法使用。此事件的原因众说纷纭。中国的网络安全研究者指向地址由开发自由门等翻墙软件的动态网公司（Dynamic Internet Technology）所擁有一事，认为此事件为黑客攻击。动态网公司和独立研究者则倾向认为此事为防火长城的DNS污染设定不当所致。

## 经过
1月21日上午9时，腾讯公司发生网络故障使得许多服务无法正常提供。但是腾讯公司之后表示，故障是由于机房网络问题。
1月21日15时10分左右，中国通用顶级域域名解析出现异常，对.com、.org以及.net网站的访问许多会被解析到错误的IP位址65.49.2.178，全国约有三分之二的网站受到影响，而.cn网站则没有受到影响。16时50分，大部分网站均已经恢复正常，但完全消除影响仍需要大约12小时。
百度所拥有的子域名n.baidu.com被发现写有Catch me if you can（中文：来抓我呀），但不能确定是否与黑客攻击或者这一次事件有关。DNS服务提供商DNSPod的官方网站首页的源代码被发现加入了恶搞的内容，但DNSPod通过官方微博称相关内容是彩蛋。

## 调查
IP位址 65.49.2.178 是由动态网公司所拥有，该公司曾经研发过翻墙软件自由门。互联网安全平台烏雲在微博上透露经过他们的调查，该IP所处的网络曾经发送过垃圾邮件并进行其他有政治目的的黑客行动，金山毒霸的安全专家亦认为该IP曾经有过黑客攻击行为。中国国家互联网应急中心（CNCERT）在1月22日称，这次故障是由于国内遭受网络攻击，导致“通过国际顶级域名服务解析时出现异常”。另外，环球时报认为，虽然这个IP地址指向一家美国公司，但不能排除真正的黑客借这一IP地址作为跳板发动攻击的可能。动态网公司主席比尔·夏亦否认自己所在的公司发动了攻击，并指责防火长城导致了事件。
攻击理论广获质疑。香港互聯網供應商協會主席葉旭暉、360网络安全卫士的工程师董方和另外两位中国网络安全人士都认为，一般黑客难以做到同时攻击中国所有的高等级DNS服务器，造成1月21日发生的大规模同时异常。更有能力造成这类异常的是网络运营商和审查方，在配置错误时即会造成这样的问题。
路透社报道称，这一次事件是由于防火长城的一次工程调试出现故障造成的。加州大學柏克萊分校的蕭強教授經過調查，也認為是防火长城导致了事件。
反审查网站GreatFire.org公佈了“决定性证据”证明是防火长城引起了这次事件。假如事件是因為中国的根域名服务器被汙染，那麼使用不使用这些服务器的域名服务器應該解析到正確的IP位址。但GreatFire.org公佈的截圖顯示，在事件期間從中国大陆境內查詢沒有被污染的Google Public DNS8.8.8.8仍然解析到錯誤IP位址 65.49.2.178。因此解析錯誤並非源於中国的根域名伺服器被汙染，而應該來自中國的防火长城。
动态网公司在2014年2月发布报告，认为此次事件是由于“DNS劫持系统”（防火长城），在黑名单中的一行空字符串导致其匹配到、并劫持所有的域名，并将失误原因归结为“在一个文本文件中，最后加一个空行很难看得出来”。他们也承认IP地址65.49.2.178是他们用来运行自由门相关服务的，当事件发生时，并没有网站在这个IP运行。

## 註解
1. ↑  由于环球时报误用标题，大量报告认为CNCERT称中国的根服务器遭到袭击。实际上中国不控制任何根服务器，环球时报文内提到“根服务器”只是为了宣传替代性DNS根的想法。[13]羊城晚报[12]对此事的报导也提到了根服务器不受国内控制的“问题”，但未使用错误标题。至于所谓“通用顶级域的根”（在羊城晚报[12]和CNNIC写给彭博社的回应[14]中提到），正确的说法是“通用顶级域的权威名称服务器（authoritative name server）”。